# Suyab
Suyab (perzsa nyelven: سوی آب, kínai nyelven: 碎葉; 碎叶; más néven Ak-Bekent, mai nevén Ordukent), egy ősi város volt a selyemút mellett. Suyab városnak romjait, valamint a selyemúthoz kapcsolódó egyéb régészeti lelőhelyeket 2014-ben felvették az UNESCO Világörökség listájára: a Csangan–Tian-san-folyosó útvonalhálózata részeként.

## Fekvése
Kirgizisztánban, a Csu völgyében Biskektől mintegy 50 km-rel keletre, Tokmoktól 8 km-re nyugatra délnyugatra található.

## Története
Szogd kereskedők települése volt a selyemút mentén, amely az 5-6. században alakult ki. A város nevét, amely a Suyab folyó nevéből ered, és amelynek iráni eredetű (perzsa nyelven: suy jelentése "felé" + ab "víz", "folyók").  Nevét először Hszüan-cang kínai zarándok jegyezte fel, aki 629-ben utazott át a környéken.
Suyab Tong Yabgu Khagán uralkodása alatt a Nyugat-Török Khaganátus fővárosa volt, de a khagánnak volt egy nyári fővárosa is Navekatban, a Taskenttől északra fekvő források közelében, a Talasz folyó völgyében, mely fővárosokat a Nyugat-Török Khaganátus legnyugatibb fővárosaiként tartják számon. Lakói között egyfajta szimbiózis volt: a szogdok feleltek a gazdasági jólétért, míg a köktürkök pedig a város katonai biztonságáért feleltek.
A khaganátus bukását követően Suyab a Tang-dinasztia része lett és amelynek 648 és 719 között nyugati katonai előőrse is volt. 679-ben kínai erődöt építettek ott, és virágzott a buddhizmus.
719-ig Suyab az Anxi Protektorátus négy helyőrségének egyike volt, ekkor Sulu Khagannak, a Turgesh-nek adták át, akit a Tang udvar "hűséges és engedelmes Qaghannak" nevezett ki. Sulu 738-as meggyilkolása után a várost a Tang kínai erők, Talasszal együtt, azonnal visszafoglalták. Az erőd a Tang-dinasztia és a Tibeti Birodalom közötti háborúkban stratégiai fontosságú volt. 766-ban a város egy karluk uralkodó kezébe került, aki a születőben lévő ujgur kaganátussal szövetkezett.
A város későbbi történetéről kevés feljegyzés maradt fenn, főleg 787 után, amikor is a kínaiak evakuálták a Négy helyőrséget. A 983-ban elkészült Hudud al-Alam Suyabot 20 000 lakosú városként említették. Feltételezések szerint a 11. század elején Balasagun vette át szerepét, majd nem sokkal később elhagyták.
A Suyab környéke a Csing-dinasztia alatt a 18. században egy rövid időre visszatért Kínához, de az 1864-es tarbagatai szerződésben átengedték az Orosz Birodalomnak a Balkas-tóval együtt, majd 1936. után Suyabot a Kirgiz Szovjet Szocialista Köztársaságba osztották be.

## Régészeti lelőhely
A Ak-Beshim romjait 19. században tévesen Balasagunnal azonosították. Bár az ásatások 1938-ban kezdődtek, csak az 1950-es években állapították meg, hogy a lelőhelyet már a 11. században elhagyták, és ezért nem lehet azonos a 14. századig virágzó Balasagunnal.
Suyab régészeti lelőhelye mintegy 30 hektáron terül el, sokszínű kultúrájának tanúságaként a helyszín kínai erődítmények maradványait, nesztoriánus keresztény templomokat, zoroasztriánus osszuáriumokat és türk balbálokat (sírszobrokat) foglal magába.